# Maréchal des logis (Gendarmerie française)
Le  maréchal des logis est un grade de sous-officier de la Gendarmerie nationale en usage dans le Corps de soutien technique et administratif de la Gendarmerie nationale (CSTAGN) et dans le corps des gendarmes adjoints volontaires (GAV). 
Dans l'argot militaire et dans la littérature populaire (Pierre Mac Orlan, par exemple), ce grade est parfois abrégé-contracté en "Margis"
Malgré une croyance répandue,  y compris par certains militaires concernés, un maréchal des logis qu'il soit volontaire des armées, CSTAGN sous contrat ou CSTAGN de carrière, est titulaire du même grade, peu importe la spécialité, l'ancienneté ou la qualité judiciaire. 
Ce grade est également présent au sein des Armes dites de Cavalerie, Artillerie, du Train, de l'Aviation légère de l'Armée de terre (ALAT) et du Matériel de l'Armée de terre. Il correspond au grade de second maître dans la Marine ou de sergent dans les autres forces armées.
Le grade de maréchal des logis n'est pas à confondre avec ceux de gendarme et (pour la Garde républicaine) de garde, qui sont des grades de sous-officier de gendarmerie uniquement.
Contrairement au grade de maréchal des logis qui est l'égal d'un sergent, le grade de gendarme est situé entre ceux de sergent et de sergent-chef.

## Histoire
L'ordonnance de 1778 supprime le grade de sous-brigadier qui est alors nommé brigadier et remplace le grade de brigadier par celui de maréchal-des-logis. Le maréchal des logis de la Maréchaussée est un bas-officier qui correspond au maréchal des logis-chef de la Cavalerie. Les brigades de gendarmerie sont alors constituées de quatre militaires et commandées soit par un Brigadier soit par un Maréchal des logis.
Les galons de manches étaient composés de deux chevrons argentés pour les maréchaux des logis de la Gendarmerie et de deux chevrons dorés pour ceux de la Légion de la Garde Républicaine de Paris.
Fin 1918, les grades de Brigadier, Maréchal-des-logis, de Maréchal des logis-chef, d'Adjudant et d'Adjudant-chef prennent l'appellation de Chefs de brigade (1re à 4e classe et Hors classe). Ces appellations sont finalement supprimées en 1925 au profit des anciennes dénominations. Les grades de Brigadier et de Maréchal-des-logis disparaissent également de la hiérarchie de la Gendarmerie. À partir de cette date, le Maréchal des logis-chef est le supérieur direct du gendarme.
Le grade de Maréchal-des-logis revoit le jour dans l'Institution, en 1972, avec la création des Gendarmes Auxiliaires (GA).

## Gendarme adjoint volontaire
En 1971, la création du service national au sein de la gendarmerie nationale voit l'apparition des Gendarmes Auxiliaires (GA). les Appelé du contingent pouvaient uniquement passer de brigadier (caporal) a brigadier chef (Caporal chef) . le grade de Maréchal des logis (MDL) refait son apparition au sein de l'Institution comme équivalent de Sergent pour les Armes d'Infanterie, de l'Armée de l'Air et de Second-Maître dans la Marine. Il est l'équivalent des autres maréchaux des logis des autres Armes de Cavalerie. Il est précédé par le grade de Brigadier-Chef (BRC), nouvellement créé, et est suivi par le Gendarme (GND).
En 1998, à la suite de la suspension du service national, les gendarmes adjoints volontaires (GAV) remplacent les gendarmes auxiliaires. Ils servent alors sous le statut de volontaire dans les armées françaises défini par le décret no 98-782, du 1er septembre 1998.

Maréchal des Logis du corps des GAV
Maréchal des Logis du corps des GAV de la Gendarmerie de l'air et de l'espace
Maréchal des Logis du corps des GAV de la Gendarmerie maritime

Le galonnage de maréchal des logis du corps des gendarmes adjoint volontaires (GAV) ne doit pas être confondu avec celui du corps de soutien technique et administratif. Le galonnage de GAV maréchal des logis comporte un chevron argenté sur fond bleu avec soutache double sur les attributs.

### Réserve opérationnelle
Le grade de maréchal des logis n'est plus attribué dans la réserve opérationnelle de la Gendarmerie depuis plusieurs années. Les brigadiers-chef de réserve (BRCR) ayant la qualité d'agent de police judiciaire adjoint (APJA), titulaires du Diplôme de gendarme adjoint à la réserve (DGAR) et ayant servi au moins 6 mois dont au moins 2 mois d'ancienneté dans le grade de brigadier-chef de réserve, peuvent prétendre au grade de gendarme de réserve (GNDR).
Les maréchaux des logis APJA sont nommés d'office gendarmes de réserve une fois rendus à la vie civile. Le grade de maréchal des logis est attribué uniquement aux anciens gendarmes adjoints volontaires ayant occupé un emploi particulier, du grade de maréchal des logis, qui deviennent  de ce fait maréchaux des logis de réserve (MDLR) du corps de soutien technique et administratif de la gendarmerie nationale (CSTAGN).

## Corps de soutien technique et administratif

Élève sous-officier du CSTAGN
Maréchal des Logis sous-contrat du CSTAGN
Maréchal des Logis de carrière du CSTAGN

### Formation
Les conditions de recrutement des sous-officiers du Corps de soutien technique et administratif (CSTAGN) sont les mêmes que les gendarmes des unités opérationnelles pour accéder aux tests de sélection. Les candidats retenus suivent une formation à l'école de gendarmerie de Rochefort, divisée en 3 phases :
- une formation militaire initiale (FMI), commune à chaque spécialité, dispensée à l'école de gendarmerie de Rochefort d'une durée de 12 semaines,
- une phase de soutien opérationnel (SOP) dispensée à l'école de gendarmerie de Rochefort d'une durée de 2 semaines.
- une formation d'adaptation à la spécialité (FAS), dispensée dans diverses écoles militaires, d'une durée variable selon la spécialité (entre 10 et 22 semaines).

Cette formation est sanctionnée par l'obtention du brevet élémentaire de spécialiste (BES). 

### Affectation en unité de soutien
À la suite de leur formation, les élèves sous-officiers sont mutés dans les unités de soutien opérationnel de la gendarmerie en fonction de leur spécialité (état-major, compagnie, escadron, service automobile, etc ...). Contrairement à leurs homologues des unités opérationnelles, ils sont nommés au grade de maréchal des logis (équivalent de sergent) et non de celui particulier de gendarme (grade situé entre celui-ci de sergent et de sergent-chef), et ne sont pas Agent de Police Judiciaire.
Les galons des sous-officiers du CSTAGN sont de couleur argentée sur fond noir mais ne possèdent pas de soutaches sur leurs attributs. Avant 2008, les galons des CSTAGN étaient de couleurs argentées sur fond gris sans soustache sur les attributs, ce qui leur valait le surnom de petits gris.
Les maréchaux des logis nouvellement nommés peuvent accéder au statut de sous-officier de carrière après avoir accompli au moins quatre ans de service militaire effectif et avoir détenu, pendant au moins deux ans, un grade de sous-officier.
Après deux ans de grade, le maréchal des logis de carrière peut demander son avancement au grade de maréchal des logis-chef.